# Arzu Ece
Arzu Ece Otyam, född Özkahraman 1963 i Istanbul, är en turkisk sångerska.
Ece har deltagit fem gånger i den turkiska uttagningen till Eurovision Song Contest. Första gången 1987 framförde hon två låtar: Kekloglan, som hon framförde som en del av en kvartett, och Bir gün bize yetmez (tillsammans med Cihan Okan), som båda blev utan placeringar. Året därpå framförde hon låten Zig Zag tillsammans med Cigdem Tunc under namnet "Grup Tema", som också den blev utan placering. Också 1989 framförde hon två bidrag: Dels ingick hon i gruppen Pan, som framförde låten Bana Bana och vann. Hon framförde även bidraget Elif'in aldi beni som soloartist, och hamnade på en tiondeplats (av 16 bidrag). I Eurovision Song Contest, som hölls i Lausanne, slutade de på en tjugoförstaplats (av 22 bidrag) med fem poäng. Hon återkom till den turkiska uttagningen 1991, där hon framförde låten Sessiz geceler tillsammans med Gür Akad och slutade på en andraplats. Hon tog slutligen hem vinsten 1995 med låten Sev, som i Eurovision Song Contest slutade på en sextondeplats (av 23 bidrag) med 21 poäng. I samma uttagning framförde hon även låten Sevda i en duett med Fatih Erkoç, vilken blev utan placering.
Ece gav ut två studioalbum som soloartist: Beni Sen Çağırdın (1985) och Sebebi Yok (1994), samt singeln Sev, Love, Aime (1995). Därefter har hon hållit en låg profil.